# أيياسما (كافالا)
أيياسما (Αγίασμα) Aguvtj iasma حتى عام 1926 باسم كوري أو كورو هومايون) هي قرية تابعة لبلدية نيستوس في الوحدة الإقليمية كافالا في منطقة مقدونيا الشرقية وتراقيا. بلغ عدد سكانها 843 نسمة حسب تعداد 2011. تقع في سهل نيستوس. يقع مطار ولاية كافالا «الإسكندر الأكبر» على بعد ثلاثة كيلومترات منها. تنتمي مستوطنة باراليا أغياسماتا، التي يبلغ عدد سكانها 20 نسمة، إلى كومونة أغياسماتا في (2011).
كان سكان أجياسما في بداية القرن العشرين مسلمين (220 نسمة حسب إحصائيات الجيش اليوناني و 335 نسمة حسب إحصاء عام 1913). بعد تبادل السكان، استقرت فيها 99 عائلة لاجئة، واكتسبت القرية صفة الملجأ.  وبحسب إحصاء عام 1928 كان عدد سكانها 411 نسمة، بينما زاد عدد سكانها إلى 685 نسمة في تعداد عام 1940.  تم تعيين أغياسما كمقر لكومونة أغياسما في عام 1927 ومع برنامج كابوديسترياس أصبحت جزءًا من بلدية كيراموتي